# 竜胆瀉肝湯
竜胆瀉肝湯（りゅうたんしゃかんとう）は、漢方薬の処方のひとつで、膀胱炎などの尿路や生殖器の炎症をおさえ、尿の出をよくする。比較的体力があり、冷えのないものに使用する。

## 概要
漢方の古典といわれる中国の医書『薛氏十六種』に記載がある。清熱瀉火である竜胆を主薬とし、清熱の山梔子、黄苓、清熱利水の車前子、沢潟、木通、補血の地黄・当帰により処方は構成される。中医学では肝胆火旺（肝火上炎）に用いる。脈は弦滑数、舌質は紅、舌苔は黄膩。膀胱炎、膣炎、子宮内膜症など主に尿路疾患に用い、排尿痛、頻尿、残尿感、尿のにごり、陰部のかゆみなどに効果がある。また、自律神経の過亢進を抑制する作用があることから、これを原因とする不眠、いらいら、怒りっぽさ、目の充血、はげしい頭痛などにも効果がある。

## 構成生薬
- 竜胆 1.5
- 黄芩 3.0
- 山梔子 1.5
- 木通 5.0（アケビのつる性の茎を輪切りにして乾燥させたもののこと）
- 車前子 3.0（オオバコの成熟種子のこと）
- 沢瀉 3.0
- 当帰 5.0
- 地黄 5.0
- 甘草 1.5

## 薬効成分
有効成分は特定されていないものの、小太郎漢方製薬により以下の含有成分が判明している。なお、小太郎漢方製薬の竜胆瀉肝湯は、その他の生薬を含んでいるため、一般的なものではない (例えば黄連や黄柏が追加されているため、ベルベリンが含まれている)。
- リグスチライド（C11H14O2：178.22）
- ペオニフロリン（C23H28O11：480.47）
- フェルラ酸（C10H10O4：194.17）
- ベルベリン（C20H18O4：336.37）
- バイカリン（C21H18O11：446.37）
- ゲニポシド（C17H24O10：388.37）
- グリチルリチン酸 (C42H62O16：822.94)
- ゲンチオピクロシド（C16H20O9：356.32）
- アリソールＢモノアセテート（C32H50O5：514.75）[1]

## 適応
- 膀胱炎
- 膀胱カタル
- 睾丸炎
- 膣炎
- 子宮内膜症
- 難聴
- 耳鳴り
- 頭痛
- 不眠、いらいら、怒りっぽい
- 陰部湿疹
- 眼痛、目やに

## 副作用
- 胃腸障害
- 胃の不快感
- 吐き気
- 食欲不振

## 注意事項
- 1ヵ月以上服用しても症状がよくならない場合は医師に相談。
- 食前もしくは食間に服用。
- 生薬全般にいえることだが、まれに配合生薬である甘草による偽アルドステロン症（血圧上昇、むくみ、体重増加）、発疹、じんま疹、ミオパシー（低カリウム血症のため、初発症状として脱力感、手足の痙攣や麻痺などがみられる）などをおこすことがある。